# Bons-en-Chablais
Pour les articles homonymes, voir Bons et Chablais.
Bons-en-Chablais est une commune française située dans le département de la Haute-Savoie, dans la province du Chablais, en région Auvergne-Rhône-Alpes. La commune fait partie de Thonon Agglomération et de l'agglomération transfrontalière du Grand Genève. Elle est jumelée avec la ville italienne de Castione della Presolana depuis 2000.
Bons-en-Chablais est constitué des villages de Marclay, de Langin, de Saint-Didier-de-Brens et de Bons.

## Géographie

### Localisation
Bons-en-Chablais est une commune du bas Chablais qui se situe par la route à l'échelle nationale et internationale à 15 km au sud-ouest de Thonon-les-Bains, à 59 km au nord d'Annecy, à 15,2 km au nord-est d'Annemasse et à 24 km au nord-est de Genève. Le village se développe sur le versant Nord-Ouest des Voirons,.

### Lieux-dits
Villages ou hameaux composant la commune : les Clefs, les Bels, Marclay, les Charmottes, (Chez) les Blancs, Grésier, Langin et les Granges et Vessonex, auxquels se sont ajoutés les anciennes communes de Brens et de Saint-Didier-en-Chablais, en 1965.

### Géologie et relief
La superficie de la commune est de 1 909 hectares ; son altitude est comprise entre  475 et 1480 mètres.

### Voies de communication et transports

#### Gare SNCF

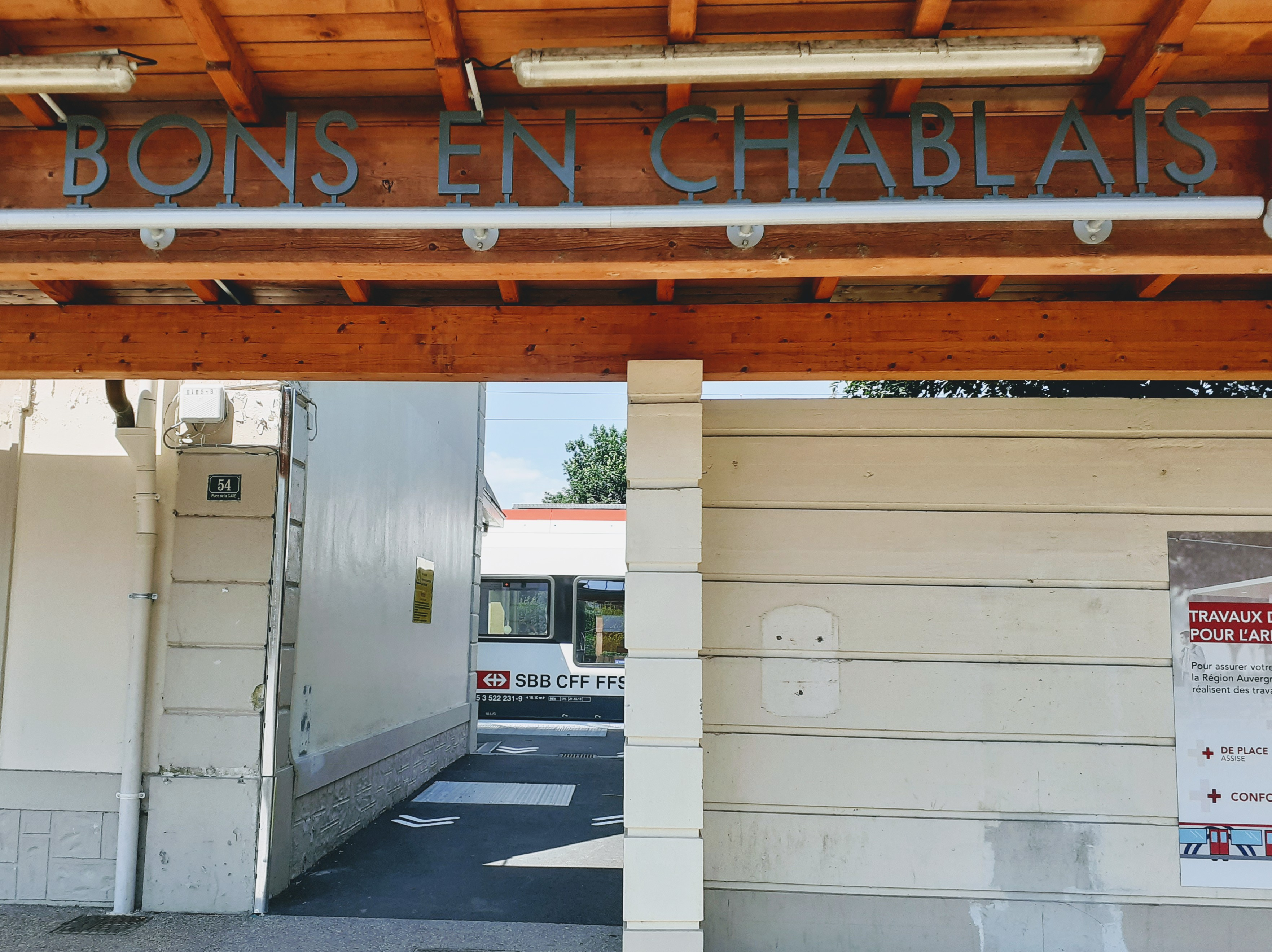
Un train Léman Express des CFF en gare de Bons-en-Chablais.

La gare de Bons-en-Chablais, située sur la ligne de Longeray-Léaz au Bouveret, est desservie par des TER Auvergne-Rhône-Alpes (en provenance de Lyon-Perrache, de Lyon-Part-Dieu, de Bellegarde, d'Annemasse, de Grenoble ou de Valence-Ville, et à destination d'Évian-les-Bains), et par le Léman Express L1 (en provenance de Coppet et à destination d'Évian-les-Bains).

#### Transport routier
La commune est accessible par l'autoroute A40, sortie no 14 à Annemasse, puis route départementale D 903 direction Thonon-les-Bains.
La commune est desservie par les transports en commun de Thonon-les-Bains (Star't).

## Urbanisme

### Typologie
Au 1er janvier 2024, Bons-en-Chablais est catégorisée petite ville, selon la nouvelle grille communale de densité à sept niveaux définie par l'Insee en 2022.
Elle appartient à l'unité urbaine de Bons-en-Chablais, une agglomération intra-départementale regroupant deux  communes, dont elle est ville-centre,,. Par ailleurs la commune fait partie de l'aire d'attraction de Genève - Annemasse (partie française), dont elle est une commune de la couronne,. Cette aire, qui regroupe 158 communes, est catégorisée dans les aires de 700 000 habitants ou plus (hors Paris),.

### Occupation des sols
L'occupation des sols de la commune, telle qu'elle ressort de la base de données européenne d’occupation biophysique des sols Corine Land Cover (CLC), est marquée par l'importance des territoires agricoles (38,2 % en 2018), en diminution par rapport à 1990 (42 %). La répartition détaillée en 2018 est la suivante : 
forêts (37,8 %), zones urbanisées (18,4 %), prairies (15,8 %), terres arables (15,1 %), zones agricoles hétérogènes (7,4 %), zones humides intérieures (3 %), zones industrielles ou commerciales et réseaux de communication (2,6 %).
L'IGN met par ailleurs à disposition un outil en ligne permettant de comparer l’évolution dans le temps de l’occupation des sols de la commune (ou de territoires à des échelles différentes). Plusieurs époques sont accessibles sous forme de cartes ou photos aériennes : la carte de Cassini (XVIIIe siècle), la carte d'état-major (1820-1866) et la période actuelle (1950 à aujourd'hui).

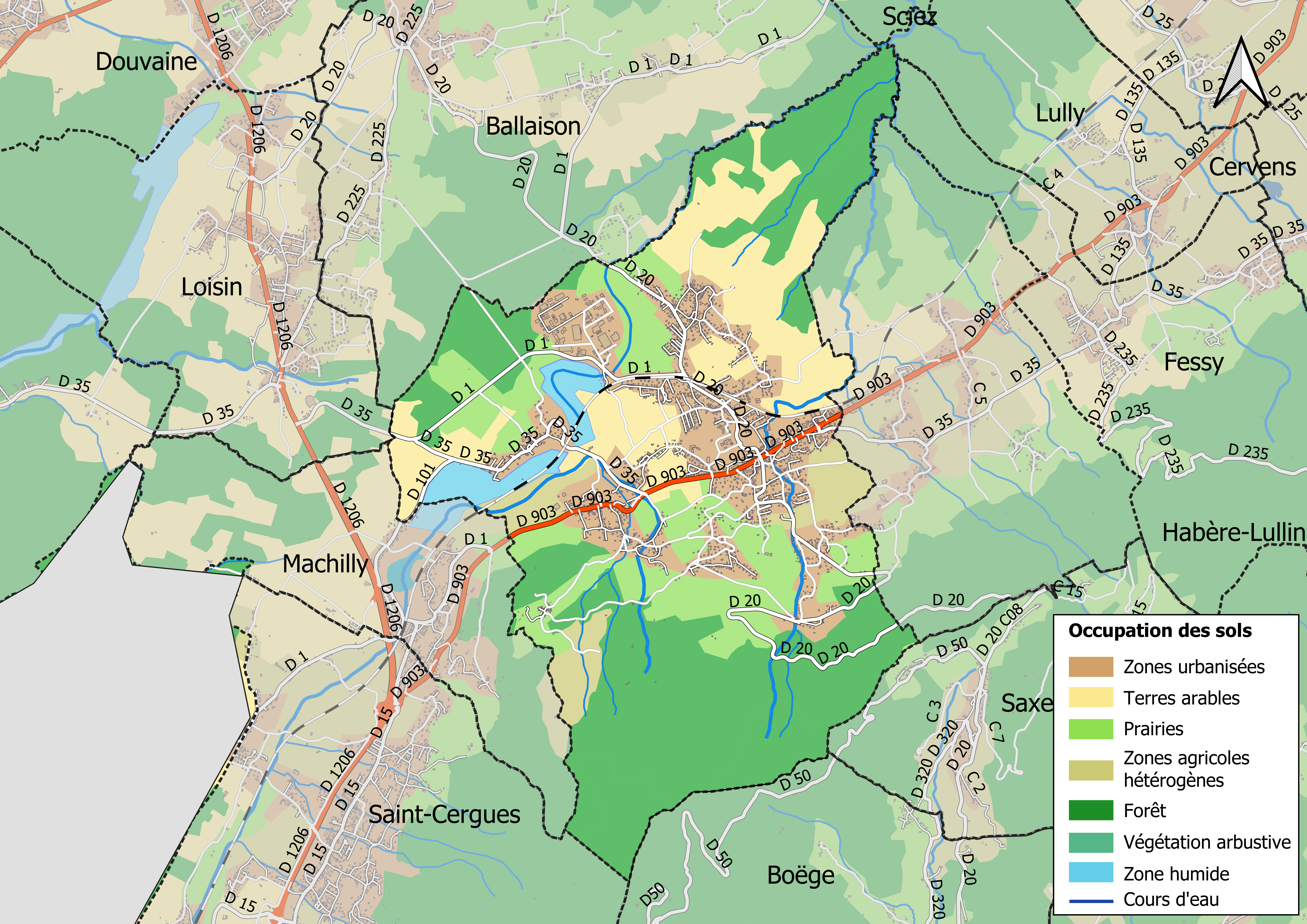
Carte des infrastructures et de l'occupation des sols en 2018 (CLC) de la commune.
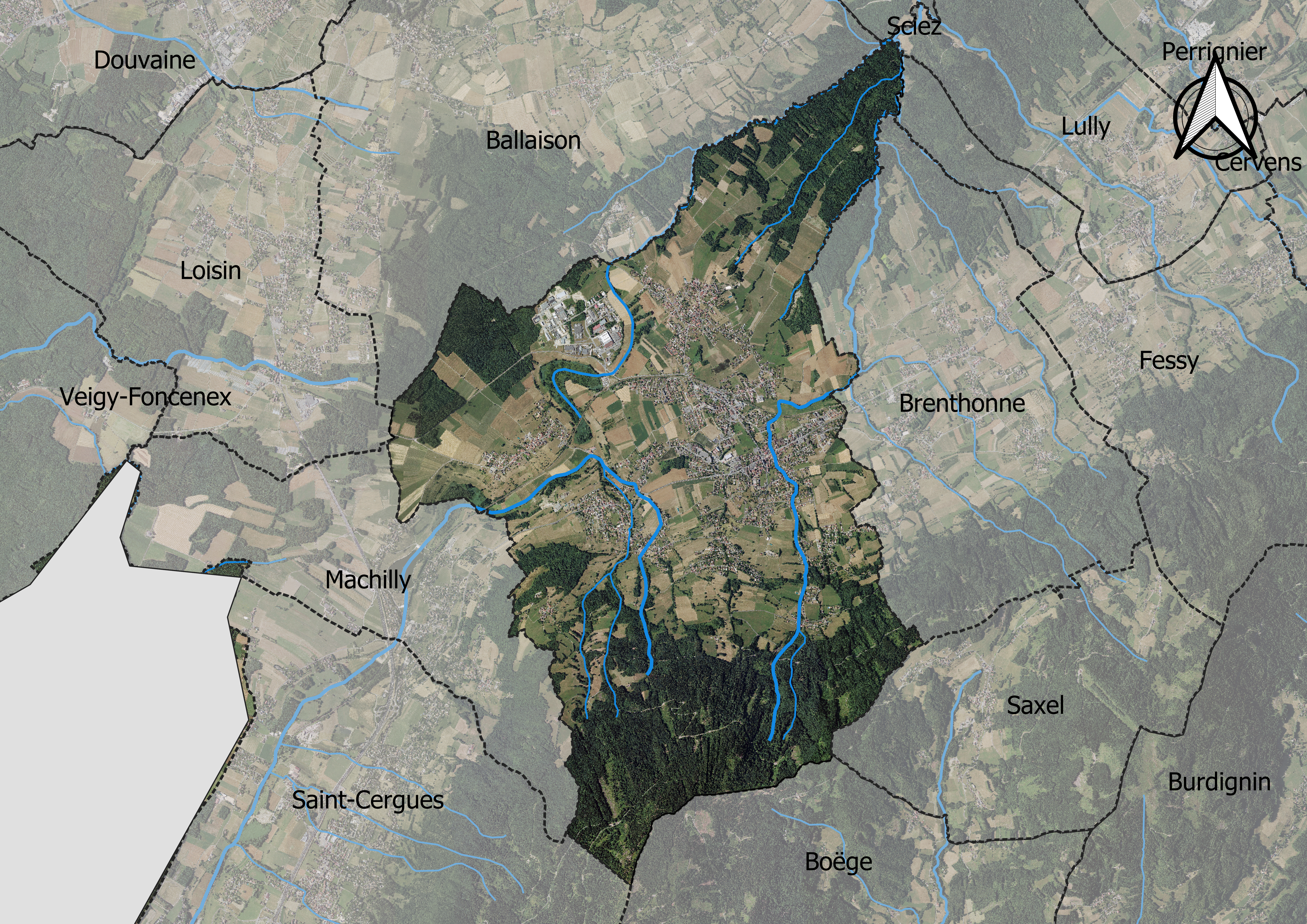
Carte orthophotogrammétrique de la commune.

## Toponymie
Par arrêté préfectoral du 11 mai 1966, la commune de Bons devient officiellement Bons-en-Chablais, avec l'association d'un déterminant complémentaire -en-Chablais, indiquant la situation dans la région naturelle du Chablais. Cet arrêté permet également la fusion à cette nouvelle commune, des anciennes communes de Brens et de Saint-Didier-en-Chablais.
Le toponyme de Bons-en-Chablais dérive peut être de l'adjectif Bon (latin bonus) ou encore faire référence à saint Bon, dérivé de saint Bonnet de Clermont, évêque de Clermont au VIe siècle.
La graphie du nom de la commune a évolué. On trouve Bonz dans le Régeste genevois. La graphie Bonus est mentionnée en 1039. La forme actuelle Bons est attestée depuis 1344.
En francoprovençal, le nom de la commune s'écrit Ban (graphie de Conflans) ou Bons (ORB).
Brens est orthographiée Brans durant l'occupation du duché par les troupes révolutionnaires françaises.

## Histoire

### Préhistoire et période antique
L'installation humaine sur le territoire de la commune ou ses environs est attestée par différents objets du néolithique et de la période suivante.
Le chef-lieu de la commune s'est développé à proximité de la voie celtique reliant la basse vallée de l'Arve au Chablais. Le site a pu accueillir une relais entre les stations d'Annemasse et de Thonon.
De nombreuses traces attestent une implantation durant la période gallo-romaine. Lors de la destruction de l'ancienne église, en 1864, des inscriptions romaines ont été découvertes,. Des bijoux ou des statuettes de bronze, ainsi qu'une Victoire de la période gallo-romaine ont aussi été découvertes,.

### Période médiévale
La région semble avoir été donnée par le roi des Burgondes, Sigismond, à la abbaye de Saint-Maurice d'Agaune, en Valais, qu'il vient de fonder ou rétablir en 516.
La première mention de Bons —  potestatem quae vocatur Bonus — remonte à un document de 1039, dans lequel l'abbaye de Saint-Maurice donne en fief une partie de ces terres (une propriété ou une seigneurie) à un certain Louis en échange de terres en pays de Vaud,,.

### Période moderne
Lors de l'invasion des troupes protestantes bernoises en 1535-1536, tout comme dans une bonne partie du Chablais, l'église est saccagée puis détruite. Durant l’occupation bernoise, l’édifice religieux est reconstruit pour accueillir le culte protestant.
Malgré le retour du Chablais dans le giron de la maison de Savoie dans les années 1660, la foi protestante n'est pas abandonnée. En 1589, le Chablais est de nouveau envahi par les troupes Bernoises, aidés par les Genevois. Ils sont repoussés par les Savoyard. Cependant le culte protestant s'exerce encore après 1598. Le nouveau curé nommé retrouve l'église et la cure dans un bon état.
Après l'occupation du Chablais par les troupes réformes suisses, la paroisse de Saint-Didier est unie à celle de Bons entre 1601 et 1618. La paroisse de Brens est dédiée à saint Maurice.
Lors de la Restauration sarde, la paroisse de Saint-Didier est à nouveau à celle de Bons.
Au cours du XVIIe siècle, la position du chef-lieu situé sur l'axe reliant le Faucigny au Chablais, de même que le caractère agricole du piémont, en font un « petit centre commercial ». Un marché est mis en place le lundi, en 1663, sur la demande du marquis d'Allinges. Il est complété par quatre foires dites franches se tenant les 2 mars, 1er mai, 7 juillet et 9 août.

### Période contemporaine
Le duché de Savoie est occupé en 1792. Bons devient le chef-lieu d'un canton jusqu'en 1800.
Lors des débats sur l'avenir du duché de Savoie, en 1860, la population est sensible à l'idée d'une union de la partie nord du duché à la Suisse. Une pétition circule dans cette partie du pays (Chablais, Faucigny, Nord du Genevois) et réunit plus de 13 600 signatures, dont 125 pour la commune de Saint-Didier, 85 pour Brens et 198 pour Bons. Le duché est réuni à la suite d'un plébiscite organisé les 22 et 23 avril 1860 où 99,8 % des Savoyards répondent « oui » à la question « La Savoie veut-elle être réunie à la France ? ».
Entre 1863 et 1865, une nouvelle église est construite.
Saint-Didier devient Saint-Didier-en-Chablais par décret du 10 janvier 1935. Le 11 mai 1966, elle est unie avec la commune de Brens à Bons-en-Chablais, qui change de nom,. Avant 1966, il y avait sur le territoire de Bons-en-chablais trois communes différentes : Bons, Brens et Saint-Didier. En 1966, les trois communes sont unies.

## Politique et administration

### Situation administrative
La commune de Bons-en-Chablais, au lendemain de l'Annexion de 1860, intègre le canton de Douvaine. Elle appartient, depuis 2015, au canton de Sciez, qui compte selon le redécoupage cantonal de 2014 25 communes.
La commune est membre, avec vingt-quatre autres, de la communauté d'agglomération de Thonon.
Bons-en-Chablais relève de l'arrondissement de Thonon-les-Bains et de la cinquième circonscription de la Haute-Savoie, dont la députée est Anne-Cécile Violland (Horizons) depuis les élections législatives de 2022.

### Liste des maires
| Période                                  | Période                | Identité         | Étiquette | Qualité |
| ---------------------------------------- | ---------------------- | ---------------- | --------- | --- |
| Les données manquantes sont à compléter. |                        |                  |           | |
| 1975                                     | juin 1995              | François Mugnier | UDF-PR    | Entrepreneur en électricité, ancien premier adjoint Conseiller général de Douvaine (1985 → 2011) Vice-président du conseil général (1998 → 2011) |
| juin 1995                                | mars 2008              | Roger Rion       | DVG       | Professeur |
| mars 2008                                | septembre 2010 (décès) | Bernard Séchaud  | DVD       | Artisan en électricité Adjoint au maire (1989 → 2008)                                                                                            |
| octobre 2010                             | mars 2014              | Jean-Paul Roch   | SE        | Fonctionnaire Adjoint au maire (2001 → 2010) Vice-président de la CC du Bas-Chablais (2008 → 2014)                                               |
| mars 2014                                | mai 2020               | Patrice Béréziat | DVG       | Fonctionnaire 6e vice-président de Thonon Agglomération (2017 → 2020)                                                                            |
| mai 2020                                 | En cours               | Olivier Jacquier | SE        | Ingénieur, cadre technique d'entreprise 14e vice-président de Thonon Agglomération (2020 → )                                                     |

## Population et société

### Démographie
Ses habitants sont appelés les Bonsois.En 2024, il y a actuellement environ 6140 habitants a Bons-en-chablais
L'évolution du nombre d'habitants est connue à travers les recensements de la population effectués dans la commune depuis 1793. Pour les communes de moins de 10 000 habitants, une enquête de recensement portant sur toute la population est réalisée tous les cinq ans, les populations de référence des années intermédiaires étant quant à elles estimées par interpolation ou extrapolation. Pour la commune, le premier recensement exhaustif entrant dans le cadre du nouveau dispositif a été réalisé en 2008.

En 2022, la commune comptait 6 120 habitants, en évolution de +10,01 % par rapport à 2016 (Haute-Savoie : +6,01 %, France hors Mayotte : +2,11 %).
| 1793 | 1800 | 1806 | 1822  | 1838  | 1848  | 1858  | 1861  | 1866  |
| ---- | ---- | ---- | ----- | ----- | ----- | ----- | ----- | ----- |
| 784  | 796  | 810  | 1 100 | 1 157 | 1 325 | 1 203 | 1 247 | 1 397 |

| 1872  | 1876  | 1881  | 1886  | 1891  | 1896  | 1901  | 1906  | 1911 |
| ----- | ----- | ----- | ----- | ----- | ----- | ----- | ----- | ---- |
| 1 161 | 1 226 | 1 268 | 1 288 | 1 177 | 1 009 | 1 031 | 1 016 | 907  |

| 1921 | 1926 | 1931 | 1936 | 1946 | 1954 | 1962 | 1968  | 1975  |
| ---- | ---- | ---- | ---- | ---- | ---- | ---- | ----- | ----- |
| 801  | 819  | 810  | 792  | 754  | 804  | 907  | 1 920 | 2 431 |

| 1982  | 1990  | 1999  | 2006  | 2008  | 2013  | 2018  | 2022  | - |
| ----- | ----- | ----- | ----- | ----- | ----- | ----- | ----- | - |
| 2 781 | 3 275 | 3 980 | 4 531 | 4 688 | 5 235 | 5 700 | 6 120 | - |

## Jumelages
Castione della Presolana (Italie)

### Enseignement
La commune de Bons-en-Chablais est située dans l'académie de Grenoble et compte trois établissements scolaires, deux écoles primaires ainsi qu'un collège. En 2015, l'école maternelle et l'école élémentaire publiques regroupent 512 élèves. L'école primaire privée Saint-Joseph accueille 140 enfants.
Le département gère le collège François-Mugnier (anciennement collège de la Côte). Le collège  François Mugnier accueuille environ 750 élèves qui viennent des communes de Bons-en-chablais , Brenthonne, Perrigner, Cervens, Pessinges, Draillant et Machilly.

### Manifestations culturelles et festivités
- Carnaval
- Vogue de la Saint-Didier
- Fête Nationale, le 13 juillet
- Foire de la Saint-Martin, le premier dimanche après le 11 novembre. Sa grande spécialité culinaire sont les tripes.
- Festivités de Noël

### Médias

#### Radios et télévisions
La commune est couverte par des antennes locales de radios dont France Bleu Pays de Savoie, ODS Radio, Radio Chablais… Enfin, la chaîne de télévision locale TV8 Mont-Blanc diffuse des émissions sur les pays de Savoie. Régulièrement l'émission La Place du village expose la vie locale. France 3 et sa station régionale France 3 Alpes, peuvent parfois relater les faits de vie de la commune.

#### Presse et magazines
La presse écrite locale est représentée par des titres comme Le Dauphiné libéré, L'Essor savoyard, Le Messager - édition Chablais, le Courrier savoyard.

## Économie

### Entreprises et commerces

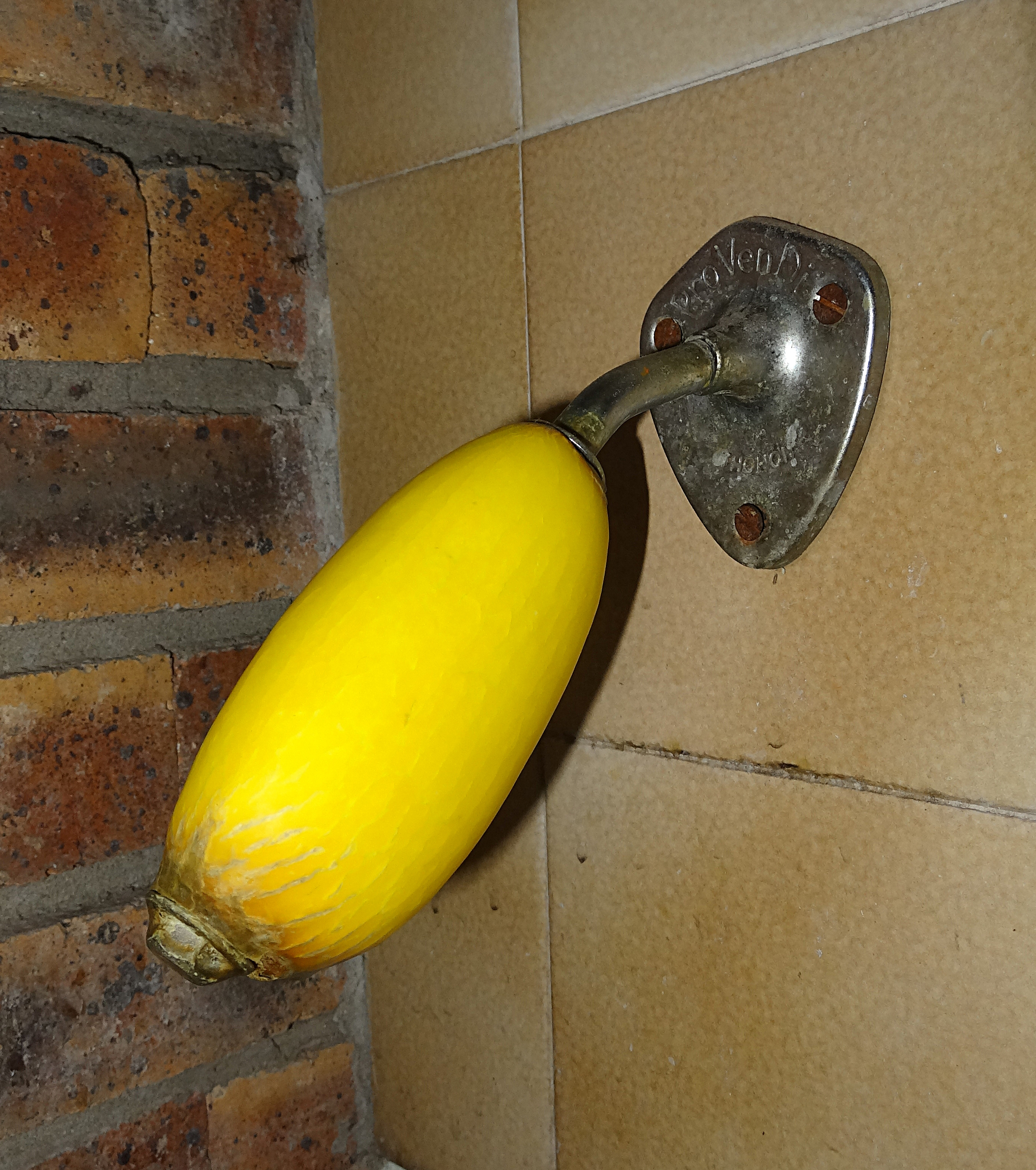
Savon rotatif Provendi

Laboratoire Provendi spécialiste du savon de Marseille liquide, gels douches et shampoings, fabricant du savon Provendi,, célèbre savon jaune rotatif mural.
Usine de production de thé les deux marmottes dans la zone des Bracots et bien d'autres entreprises encore.

### Tourisme
En 2014, la capacité d'accueil de la commune, estimée par l'organisme Savoie Mont Blanc, était de 545 lits touristiques répartis dans 103 structures.

## Culture locale et patrimoine

### Lieux et monuments
Les Châteaux à Bons-en-Chablais
- Le Château de Langin : XIe et XIIe siècles ;
- Le château de Brens[45],[46] : XIVe siècle.

Les Églises à Bons-en-Chablais
- L'Église Saint-Pierre et Saint-Paul, datant de 1865.
- L'Église Saint-Maurice (Brens), du XIXe siècle, dans un style néoclassique sarde[47].
- L'Église Saint-Didier (Saint-Didier), également du XIXe siècle.
- La Centrale ADSL : Elle est située au 398 avenue du Jura, c'est le NRA chargé de la répartition des lignes ADSL pour Ballaison, Bons-en-Chablais, Brenthonne, Fessy et Lully.

### Personnalités liées à la commune

#### Personnalités locales
- François Mugnier, né le 18 avril 1939 et mort le 30 juillet 2011, est un entrepreneur et un homme politique local. Il fut tout d'abord conseiller municipal à partir de 1966, avant de devenir maire de la commune de 1975 à 1995, ainsi que conseiller général du canton de Douvaine de 1985 à 2011, période au cours de laquelle il sera vice-président chargé de l'éducation et de la formation[48]. Le collège de Bons-en-Chablais porte son nom.

### Héraldique
| Armes de Bons-en-Chablais | Les armes de Bons-en-Chablais se blasonnent ainsi : D'azur au cerf saillant d'or sur un mont de trois coupeaux de sinople. |